# 西瑞安河
在托爾金（J. R. R. Tolkien）的小說裡，西瑞安河（River Sirion）是中土大陸第一紀元時的河流。西瑞安河是貝爾蘭（Beleriand）的主要河流。大部分的河段都是劃分東貝爾蘭及西貝爾蘭的界線。凱倫·韋恩·方斯坦（Karen Wynn Fonstad）著作的中土大陸地圖集（The Atlas of Middle-earth）預計西瑞安河全長390哩。第一紀元維拉對魔苟斯發動憤怒之戰，西瑞安河被破壞毀滅、貝爾蘭陸沉。

## 源頭
西瑞安河的源頭在威斯林山脈（Ered Wethrin）東面的埃塞爾西瑞安（Eithel Sirion），位於阿德加藍草原（Ard-galen）、米斯林（Mithrim）、希斯隆（Hithlum）之間。湧泉之塔（Barad Eithel）也位於那裡。

## 河段
西瑞安河向南沿威斯林山脈而流，經過塞瑞克沼澤（Fen of Serech），然後進入一道狹窄陡峭的谷地，稱為西瑞安通道（Pass of Sirion）。西瑞安河繼而流入貝爾蘭，河的西面是貝西爾（Brethil）及迪姆巴（Dimbar），河的東面則是多瑞亞斯（Doriath）。河流離開多瑞亞斯後，在安德蘭姆（Andram）流入地下，地下河道的出口則被稱為西瑞安之門（Gates of Sirion），然後再向南流經塔斯仁谷（Nan-Tathren），抵達貝烈蓋爾海（Belegaer Sea）的巴拉爾灣（Bay of Balar）。

## 支流
西瑞安河由南至北的主要支流為：瑞維爾河（Rivil），該河流由多索尼安（Dorthonion）流至塞瑞克沼澤會合西瑞安河。明代布河（Mindeb），其源頭位於南杜恩戈塞布（Nan Dungortheb）及埃雷德高格羅斯（Ered Gorgoroth）。泰戈林河（Teiglin），即多瑞亞斯的愛斯卡督印河（Esgalduin）。 阿羅斯河（Aros），由多索尼安向南流至微光之池（Aelin Uial）會合西瑞安河（包括凱龍河 Celon）。納羅戈河（Narog）則於塔斯仁谷會合西瑞安河。

## 过河点
布雷塞阿赫（Brithiach）的淺灘可通過西瑞安河，海姆拉德（Himlad）的道路一直來到這裡，有一道橋樑橫過西瑞安河。塔斯仁谷的渡口亦可通行，也有說一道橋樑可進入貝西爾或尼弗瑞姆（Nivrim）。當然，安德蘭姆上的陸地可越過西瑞安河。除上述外的其他地方，沒有船隻也一概不能通行。

## 居地
西瑞安河源頭的湧泉之塔是芬國昐（Fingolfin）及其子芬鞏（Fingon）的主要要塞，守備著米斯林。人類到達貝爾蘭後，伊甸人的哈拉丁族（Haladin）居住在貝西爾森林。埃盧·庭葛（Elu Thingol）的辛達族居住在魔法環帶內的多瑞亞斯，美麗安環帶將一些西瑞安河亦包括在內。貝松巴（Brithombar）及伊葛拉瑞斯特（Eglarest）被摧毀後，瑟丹及其子民建立了西瑞安河口港。

## 島嶼
最重要的島嶼是西瑞安島（Tol Sirion）。原本的米那斯提力斯建在這裡。芬羅德·費拉剛（Finrod Felagund）建在這裡的目的是控制西瑞安通道。班戈拉赫戰役（Dagor Bragollach）後，西瑞安島被索倫（Sauron）攻陷，西瑞安島易名為堝惑斯島（Tol-in-Gaurhoth），成為索倫治下的恐怖地區。露西安之後與神犬胡安解放了這個地方。